# Лагодинська Ярослава Миколаївна
Верховинка Леся (справжнє ім'я Лагодинська-Кучковська Ярослава-Олександра Миколаївна; 3 квітня 1903, смт. Делятин — 21 лютого 1936) — українська письменниця, поетеса, драматург.  Дочка М. Лагодинського.
Розкривала психологію людських характерів, суть подій через напружені діалоги, внутрішнє мовлення, деталь портрета, міміку, жести, «олюднену» природу, експресивну та метафоричну мову з гуцульським діалектом. Продовжила літературні  традиції Василя Стефаника, Марка Черемшини.

## Біографія
«Буду йти до ясного сонця, — з квітками на голові по колючому терню під ногами…»
Народилася Леся Верховинка 1903 року в Делятині, нині смт Надвірнянського району Івано-Франківської області у родині відомого адвоката, громадського діяча, члена УНРади, делегата Віденського парламенту, голови української радикальної партії, засновника товариства «Бесіда» та «Руської каси», Миколи Лагодинського. В родині були чотири дочки: Марія, Ірена, Галина і Ярослава. У культурному домі батьків гостювали визначні постаті тодішньої Галичини: доктор Кирило Трильовський, Василь Стефаник (сватався до найстаршої дочки), Марко Черемшина. Несподівана смерть доктора Лагодинського в 1919 р. залишила цілу родину у фінансових скрутах, зокрема, коли дочки дуже хотіли студіювати, через обмеження українцям доступу до Львівського університету. 
Ярослава Лагодинська вирішила поїхати на студії германістики до Віденського університету (там її сестра Галина вже студіювала музику). Ярослава була захоплена і студіями, і своєю літературною творчістю, яку висилала до різної української періодики в Галичині («Наша Хата», «Шляхи», «Молода Україна»), Берліні («Нова Україна») і Відні («Український Скиталець»).
Молода авторка проживала у Відні у великих скрутах; тільки завдяки гонорарам за свої оповідання могла вона не піддаватися голодові і закінчити студії докторатом 1929 р. (докторська праця на тему старонімецького епосу).
Згодом студіювала медицину у Віденському університеті.
У Віденському університеті в той час були також українські професори; серед них доктор Остап Грицай, який був дуже прихильний до неї і, зокрема, націлював її працювати над  удосконаленням  власних творів.
У Відні був  також студентський гурток «Бесіда», де Лагодинська неодноразово читала доповіді. Там же вона зустріла молодого лікаря Теофіля Кучковського, з яким одружилася в 1929 р.
Диплом доктора наук ще не означав, що перед Лагодинською відкривалися професійні можливості.

Вона писала своїй мамі ще у 1928 р.: 
Коли б я могла тут на себе заробити, то зовсім іншими очима дивилася б на нашу будучність. Та на це мало надій. Очевидно, що зможу продовжувати писати, та на заробіток з цього наразі не можна також сподіватися. Біда, що не маємо своєї держави, а мусимо тинятися по чужині та марнувати свої сили серед чужих.
Після одруження подружжя далі жило у Відні. У 1930 р. народилася дочка Оксана. Та доктор Кучковський захворів і помер 1935 р., а за пів року (21 лютого 1936) і Ярослава Лагодинська-Кучковська.
Дочку Оксану Роздольську-Маслянко виховувала рідня, з якою вона виїхала на Захід. Після війни Оксана проживала у Чикаго, а тепер у Львові.
Леся Верховинка за своє коротке земне життя встигла зробити літературну славу Делятину, що є північними воротами Гуцульщини. Вона спробувала себе у різних жанрах — поезії, оповіданнях, нарисах, п'єсах.

## Твори
П'єси:
- «На роковини Шевченка»;
- «Іменини Влодка» (1922);
- «Стріча в лісі» (1922).

Оповідання:
- «Дівчинка з лялькою» (1927);
- «Казка минулих літ» (1923);
- «Пробудження» (1930).

Літературні праці:
- «Жінка в творах Франка»(1925) ;
- «З нового Відня» (1932).

За 33 роки свого життя Ярослава Лагодинська писала в різних жанрах, та досі ще не всі її друковані твори віднайдені. Перед початком Другої світової війни збірник її творів був підготований до друку, але слід по нім пропав.
У віднайдених віршах сильно  пробивається любов авторки до природи, до світу, людства і  вболівання за Україну. У вірші, написаному 24 січня 1919 р., як коментар на політичні події, молода авторка (16-річна!)  жахається «який страшний цей людський рід».

## Пам'ять
З нагоди 110-ї річниці від дня народження письменниці невелика за обсягом, але досить потужна і цікава її творчість знову приходить до нашого читача. Книга «До Делятина на крилах мрій» представляє поезії, новели, оповідання, драматичні твори, есеї, статті Лесі Верховинки, її листи до рідних, близьких і знайомих.
А друга невеличка за обсягом книжка побачила світ в Івано-Франківському видавництві «Лілея НВ» за сприяння директора краєзнавчого музею Делятина Андрія Мисюка та відділу культури і туризму Надвірнянської РДА. Вона вміщує видані 1922-го і 1923 рр. у Львові в серії «Діточа бібліотека» книжечками-«метеликами» п'єси Лесі Верховинки «Іменини Влодка» та «Стріча в лісі».
Автор післямови до книжки Тарас Прохасько вважає, що ці дві п'єси Лесі Верховинки «тепер мають більше значення, ніж тоді, коли їх було написано».
На початку травня 2013 року в Делятині було відкрито меморіальну таблицю на будинку Лагодинських.

## Цікаві факти
1. Лагодинська звертала увагу на рівноправність жінок, на потребу можливостей освіти для них, етичні засади їхнього виховання та економічні можливості бути «сильною духом і тілом»  і  бути більше «провідницею до правди, добра і краси»[2].
2. До її вірша «До весни» написав музику для  жіночого хору композитор Осип Залеський  (одружений зі сестрою авторки, Галиною, авторкою збірки «До сонця, до волі»)[2].
3. До речі, свої твори у галицьких часописах, які виходили у Львові, підписувала Леся Верховинка або Ярослава Лагодинська[3].